# Caius Oppius (biographe)
Caius Oppius est un chevalier et auteur romain du premier siècle avant J.-C. 

## Biographie
On sait assez peu de choses sur Caius Oppius. Tacite le présente comme chevalier romain, Cicéron le décrit comme « ami de Jules César », Ronald Syme l'apparente à une famille de banquiers romains. Il est avec César durant la Guerre des Gaules et assure la transmission des courriers de César à destination de Rome. Durant la guerre civile, il gère les affaires de ce dernier à Rome avec Lucius Cornelius Balbus, et sert d’intermédiaire auprès de Cicéron. Après la mort de César, il rejoint le parti d’Octavien,. 

## Œuvres

### Œuvres faussement attribuées
Selon Suétone, Caius Oppius a été considéré comme l’auteur du Bellum Alexandrinum, du Bellum Africum et du Bellum Hispaniense, ouvrages relatant les guerres de Jules César. En effet, Suétone rapporte que certains de ses contemporains émettent l’idée que soit lui, soit Aulus Hirtius ait rédigé ces œuvres. Cette idée s’est perpétuée jusqu’au début du XXe siècle,. Toutefois, les études des textes ont attesté que ces trois ouvrages ont été rédigés par des auteurs différents et ayant participé aux conflits, ce qui n’est pas le cas d’Oppius.

### Œuvres attribuées
Tous les écrits d’Oppius ont été perdus, ils sont des ouvrages d'histoire d'après ce qu'en disent les auteurs antiques. Aulu-Gelle déclare qu'il a écrit une biographie de Scipion l'Africain, Suétone et Plutarque citent sa biographie de César dans leurs textes. Suétone rapporte qu’il est l’auteur d’un pamphlet niant que César était le père de Ptolémée XV, en réplique aux affirmations de Marc Antoine sur la réalité de cette paternité,, sans que l'on sache s'il s'agit d'un ouvrage distinct de la biographie de César. Enfin, on lui attribue une biographie de Cassius, probablement écrite dans un but de propagande après les Ides de Mars.